# إدوارد بلاو
إدوارد بلاو (بالفرنسية: Édouard Blau)‏ هو كاتب فرنسي، ولد في 30 مايو 1836 في بلوا في فرنسا، وتوفي في 7 يناير 1906 في باريس في فرنسا.

## وصلات خارجية
- إدوارد بلاو على موقع IMDb (الإنجليزية)
- إدوارد بلاو على موقع ميوزك برينز (الإنجليزية)
- إدوارد بلاو على موقع ديسكوغز (الإنجليزية)